# Bithia (Bibbia)

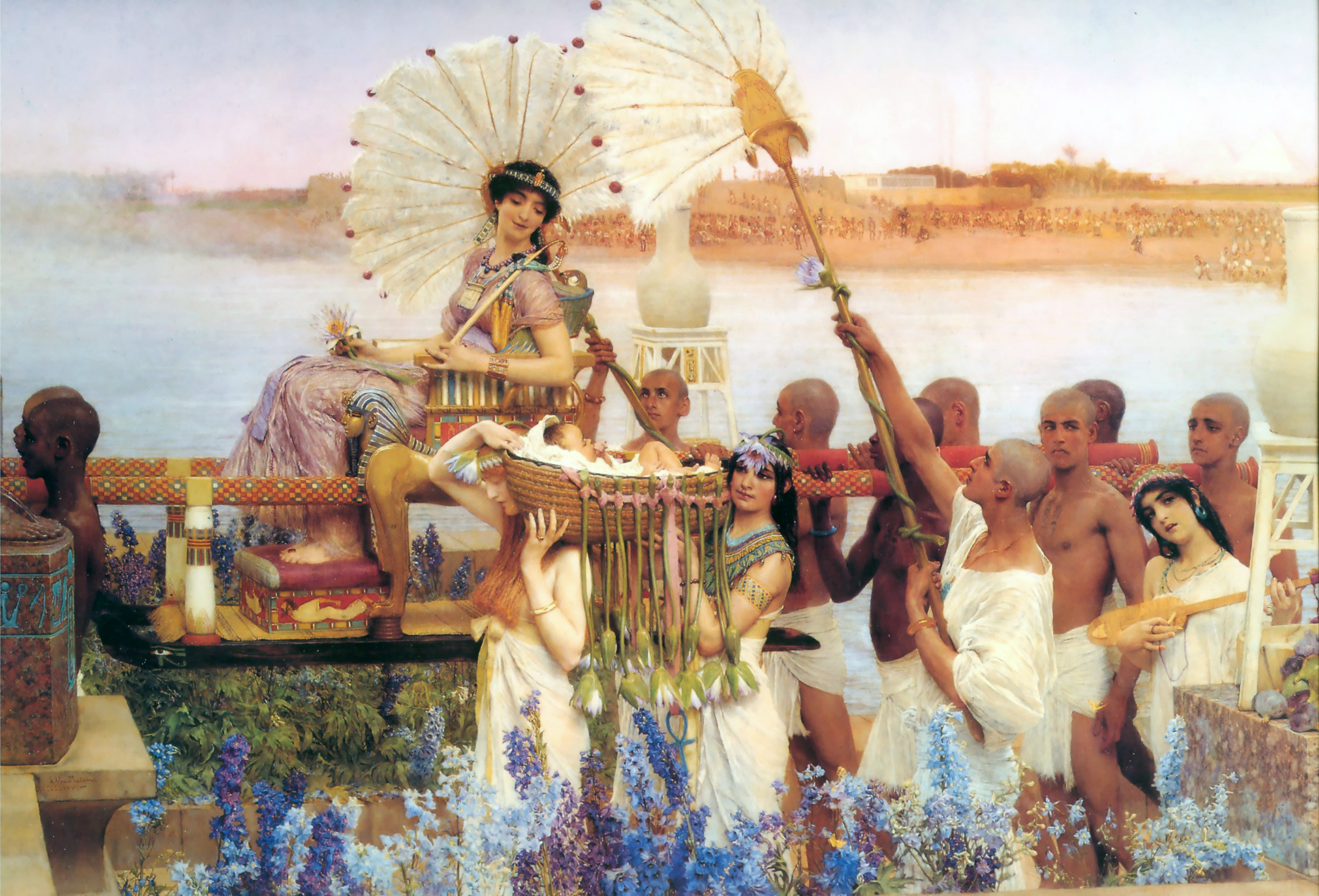
Il ritrovamento di Mosè, dipinto di Lawrence Alma-Tadema (1904)

Bithia, in ebraico Batya (letteralmente "figlia di Dio"), è un personaggio dell'Esodo, secondo la narrazione del Midrash (il testo biblico infatti non riferisce il suo nome). È la madre adottiva di Mosè, la principessa egizia che lo trovò sulle rive del Nilo.

## Nella Bibbia e nel Midrash
Nel racconto biblico è definita come figlia del faraone senza essere mai chiamata per nome. Il Midrash la chiama Bithia per la compassione con la quale salvò Mosè dal fiume Nilo. Viene descritta come una donna pia e affettuosa, che voleva ripulirsi nel Nilo dall'idolatria egiziana. Viene menzionata nel libro delle Cronache (1, 4:18) come moglie di Mered, della tribù di Giuda, identificato nel Midrash come Caleb, uno dei dodici esploratori mandati nella terra promessa. Il Midrash riferisce inoltre che Bithia non fu colpita da nessuna delle dieci piaghe e fu l'unica primogenita a non rimanere uccisa nella decima.

## Nell'Islam
Nel Corano, Bithia è chiamata moglie del faraone, nel hadith viene denominata Asiyah, una delle quattro “donne migliori”.

## Nei film
Nella cinematografia viene spesso ritratta come sorella del faraone, per mostrare meglio la relazione parentale fra Mosè e la famiglia reale. Nel film I dieci comandamenti (1956) è ritratta come figlia di Ramses I e sorella di Sethi, il faraone che amerà Mosè come un figlio e vorrà farlo suo erede. Il marito è morto prematuramente, lasciandola senza figli.
È descritta come una donna compassionevole ed eroica che lascia tutto per seguire il sogno del figlio adottivo, seguendolo perfino nell'Esodo deserto. Prende parte alla prima Pasqua, celebrata prima della partenza. Abbandona il comodo posto nella sua lettiga per aiutare gli israeliti più deboli durante la traversata del mar Rosso. Quando Ramses ordina ai suoi carri di inseguire gli ebrei, Bithia cerca di fermarli. Il suo futuro marito, Mered, la dissuade però da quest'azione eroica ma suicida. Quando gli egiziani vengono travolti dai flutti del mare, Bithia si addolora per la loro morte e viene confortata da Mered, una reazione senza dubbio più umana di quella narrata dall'Esodo di Miriam e delle altre donne che ballano e cantano per la loro morte.
Nel film d'animazione Il principe d'Egitto, Bithia, chiamata Tuia, è la moglie di Sethi e la madre di Ramses.